# Bundesforschungsanstalt für Naturschutz und Landschaftsökologie
Die Bundesforschungsanstalt für Naturschutz und Landschaftsökologie war die staatliche nationale Behörde für Naturschutz in Deutschland. Sie existierte von 1962 bis 1993 und ging dann im Bundesamt für Naturschutz (BfN) auf. Sie war eine nichtrechtsfähige Anstalt des öffentlichen Rechts im Geschäftsbereich des Bundeslandwirtschafts-, später des Bundesinnenministeriums, zum Ende beim Bundesministers für Umwelt, Naturschutz und Reaktorsicherheit.
Die Bundesforschungsanstalt wurde 1962 aus der Bundesanstalt für Vegetationskartierung in Stolzenau und der Bundesanstalt für Naturschutz u. Landschaftspflege in Bad Godesberg als Bundesanstalt für Vegetationskunde, Naturschutz und Landschaftspflege in Bonn-Bad Godesberg zusammengefasst. 1976 wurde sie in Bundesforschungsanstalt für Naturschutz und Landschaftsökologie umbenannt. 1964 bis 1978 war Leiter bzw. später Direktor Gerhard Olschowy.